# Division blindée
 (juillet 2011).
Si vous disposez d'ouvrages ou d'articles de référence ou si vous connaissez des sites web de qualité traitant du thème abordé ici, merci de compléter l'article en donnant les références utiles à sa vérifiabilité et en les liant à la section « Notes et références ».
La division blindée est une unité militaire principalement composée de véhicules terrestres blindés, dont un grand nombre de chars d’assaut. Son emploi devint fondamental dans la stratégie de la guerre blindée et l'organisation des armées à compter de la Seconde Guerre mondiale.

## Allemagne
Panzerdivision est le nom en allemand de la division blindée.

### Lors de la Seconde Guerre mondiale

#### Au sein de laHeer
| - 1re Panzerdivision - 2e Panzerdivision - 3e Panzerdivision - 4e Panzerdivision - 5e Panzerdivision - 6e Panzerdivision - 7e Panzerdivision - 8e Panzerdivision - 9e Panzerdivision | - 10e Panzerdivision - 11e Panzerdivision - 12e Panzerdivision - 13e Panzerdivision - 14e Panzerdivision - 15e Panzerdivision - 16e Panzerdivision - 17e Panzerdivision - 18e Panzerdivision | - 19e Panzerdivision - 20e Panzerdivision - 21e Panzerdivision - 22e Panzerdivision - 23e Panzerdivision - 24e Panzerdivision - 25e Panzerdivision - 26e Panzerdivision - 27e Panzerdivision | - 116e Panzerdivision - 130e Panzerdivision - 155e Reserve Panzerdivision - 178e Panzerdivision - 179e Reserve Panzerdivision - 232e Panzerdivision - 233e Reserve Panzerdivision - 273e Reserve Panzerdivision - Panzerdivision Clausewitz - Panzerdivision Kurmark - Panzerdivision Müncheberg |

#### Au sein desWaffen-SS

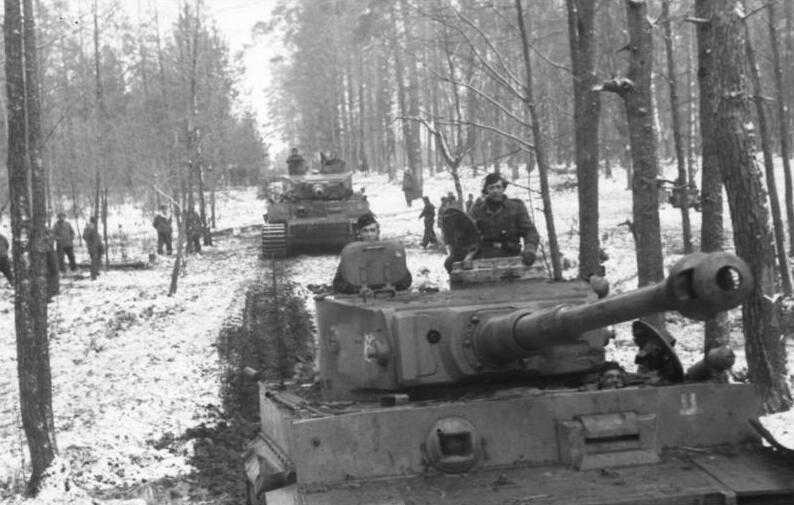
Char Tiger I de la 2e Panzerdivision SS Das Reich dans une forêt d'Ukraine à l'ouest du Dniepr, en décembre 1943.

| - 1re Panzerdivision SS Leibstandarte Adolf Hitler - 2e Panzerdivision SS Das Reich - 3e Panzerdivision SS Totenkopf - 5e Panzerdivision SS Wiking | - 9e Panzerdivision SS Hohenstaufen - 10e Panzerdivision SS Frundsberg - 12e Panzerdivision SS Hitlerjugend |

#### Au sein de laLuftwaffe
- Fallschirm-Panzerdivision 1 Hermann Göring

### Après guerre

#### Nationale Volksarmee
- 7e Panzerdivision
- 9e Panzerdivision Heinz Hoffmann

#### Bundeswehr
- 1re Panzerdivision
- 3e Panzerdivision
- 5e Panzerdivision
- 7e Panzerdivision
- 10e Panzerdivision
- 12e Panzerdivision

## France

### Seconde Guerre mondiale
Au début de la Seconde Guerre mondiale sont constituées quatre divisions cuirassées qui s'illustrèrent durant la campagne de France.
- 1re division cuirassée
- 2e division cuirassée
- 3e division cuirassée
- 4e division cuirassée

À partir de 1943 furent mises sur pied au sein de l'Armée française de la libération trois divisions blindées de type américain constituant le fer de lance de l'Arme blindée et cavalerie créer en décembre 1942 :
- 1re division blindée
- 2e division blindée
- 5e division blindée

### Après guerre

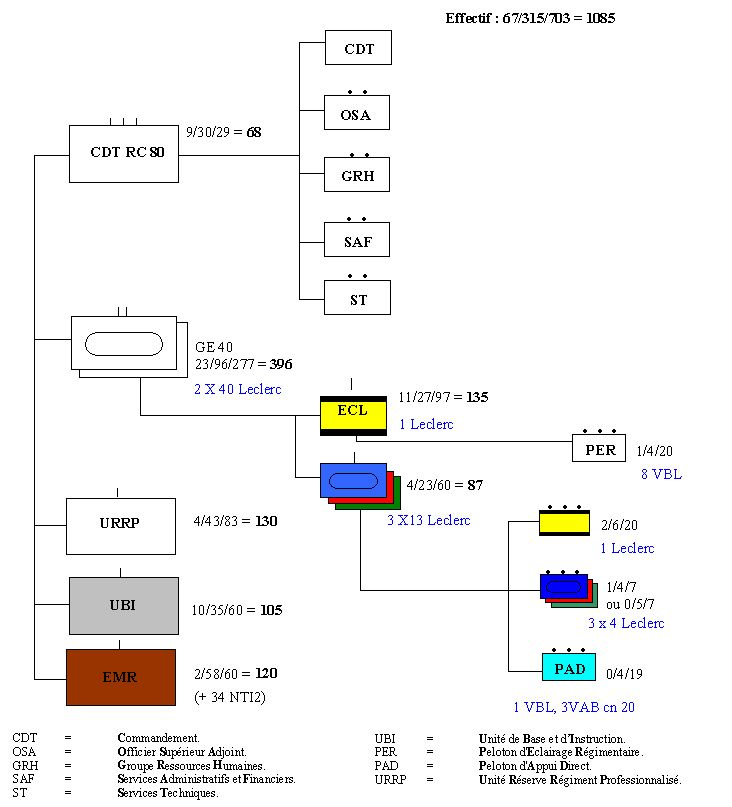
Organigramme du RC 80, modèle de régiment à 80 chars valable de la fin des années 1990 (3 au 1er septembre 1998) à 2009.

Entre 1977 et 1979, l'Armée de terre se réorganise et créée 8 divisions blindées : 
- 1re division blindée
- 2e division blindée
- 3e division blindée
- 4e division blindée
- 5e division blindée
- 6e division blindée
- 7e division blindée
- 10e division blindée

Chaque division comporte deux régiments de chars, deux régiments mécanisés, un régiment d'artillerie, un régiment du génie, une compagnie anti-chars, un escadron d'éclairage et un régiment de commandement et de soutien soit environ 8 000 hommes. 
La division blindée « modèle 1984 » est une grande unité interarmes de combat d'un effectif supérieur à 10 000 hommes. 
La division blindée « modèle 1984 », selon les termes établis, est « organisée et entraînée en vue de conduire sur le théâtre européen un combat mobile, en ambiance nucléaire et chimique, de jour comme de nuit, contre un adversaire de même nature, appuyé par des feux puissants aériens ».
Elle comprend d'une manière théorique :
- six unités de mêlée :
  - trois régiments de chars issus de l'Arme blindée cavalerie
  - deux unités d'infanterie mécanisée sur véhicule de combat d'infanterie de type AMX-10 P
  - un régiment d'infanterie motorisée sur véhicule de transport de troupes de type Véhicule de l’Avant Blindé (VAB)
- cinq unités d'appui :
- deux régiments d'artillerie
- un régiment de génie
- un escadron d'éclairage divisionnaire (rattaché pour administration à un régiment de chars)[3]
- une compagnie antichar divisionnaire (rattaché pour administration à un régiment d'infanterie)
- une unité de soutien :
- un régiment de commandement et de soutien

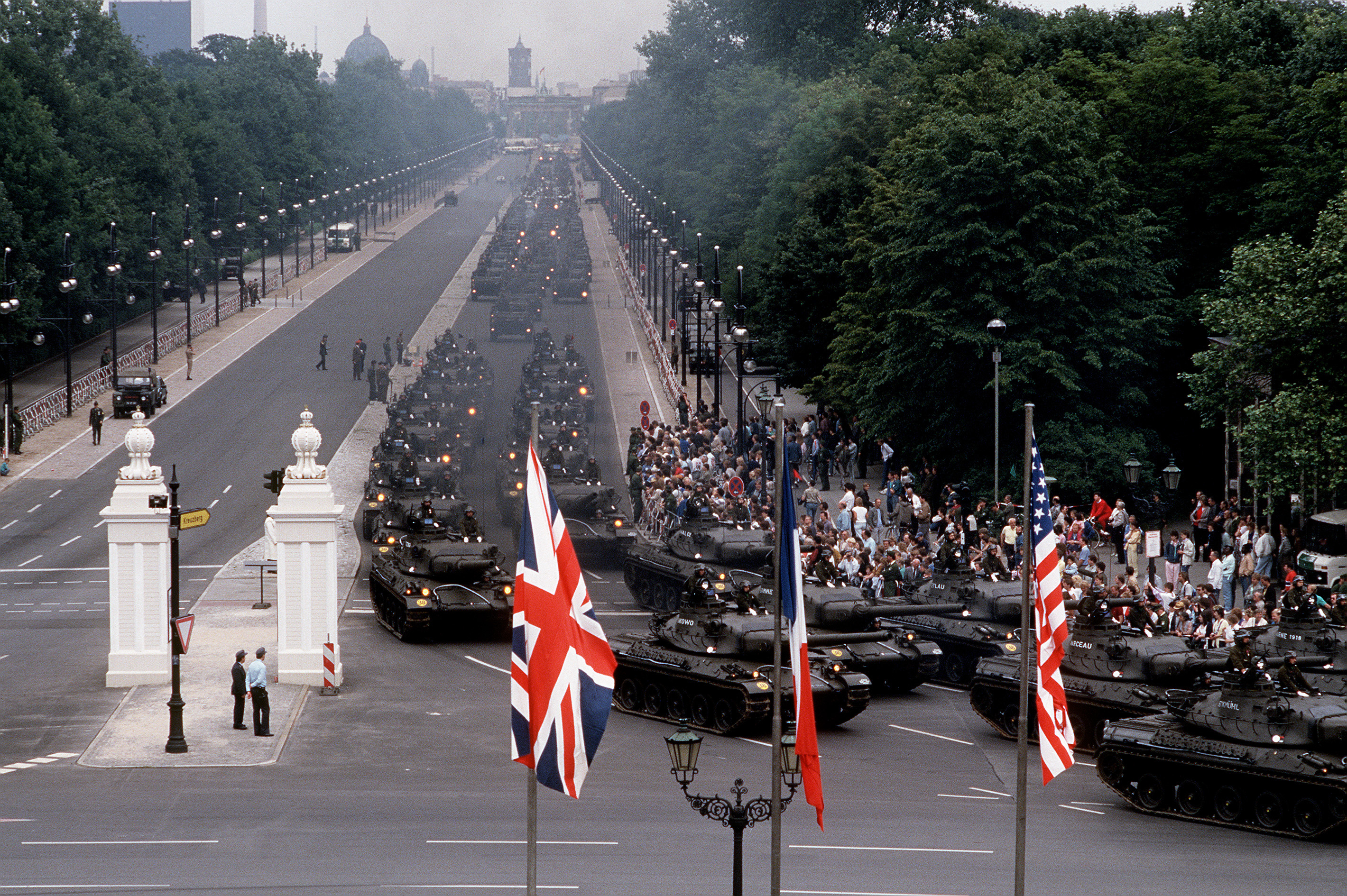
Parade du 11e régiment de chasseurs des forces françaises à Berlin le 11 juin 1988 lors de la journée des forces alliées à Berlin-Ouest. Au premier plan, des AMX-30B2 suivis de VAB.

La division blindée est donc équipée d'un matériel spécifique listé ci-dessous :
- 191 chars de bataille de type AMX-30 ou de type AMX-30 B2 dotés chacun d'un canon de 105 mm de type CN-105 F1 en armement principal, d'un canon-mitrailleur de 20 mm de type M693 F1 et d'une mitrailleuse de 7,62 mm modèle AANF1
- 280 véhicules de transport de troupes et autres variantes de type VAB :
  - VAB-P : véhicule de transport de troupes avec une mitrailleuse de 12,7 mm ou d'une mitrailleuse de 7,62 mm modèle AANF1
  - VAB-PC : véhicule de commandement avec une mitrailleuse de 12,7 mm ou d'une mitrailleuse de 7,62 mm modèle AANF1
  - VAB-RATAC : véhicule radar
  - VAB-RASIT : véhicule radar
  - VAB-SAN : véhicule sanitaire
  - VAB-VOA : véhicule d'observation d'artillerie dotée d'une tourelle d'observation
- 114 véhicules de combat d'infanterie et autres variantes de type AMX-10 :
  - AMX-10 P : véhicule de combat d'infanterie avec un canon de 20 mm de type M693 F1 et une mitrailleuse coaxiale de 7,62 mm modèle AANF1
  - AMX-10 PC : véhicule de commandement avec un canon de 20 mm de type M693 F1 et une mitrailleuse coaxiale de 7,62 mm modèle AANF1
  - AMX-10 VOA : véhicules d'observation d'artillerie dotée d'une tourelle d'observation en lieu et place de la tourelle de tir
- 42 véhicules antichars :
  - 24 véhicules anti-char de type AMX-10 P MILAN avec poste de tir de missiles antichar (quatre rampes de lancement par poste de tir)
  - 12 véhicules anti-char de type VAB-Euromissile HOT avec poste de tir de missiles antichar (quatre rampes de lancement par poste de tir)
  - 6 véhicules antichar de type VAB-MILAN avec poste de tir de missiles antichar (quatre rampes de lancement par poste de tir)
- 58 pièces d'artillerie :
  - 40 canons automoteurs de type AMX AuF1 montés sur châssis de chars de bataille AMX-30 dotés chacun d'un canon de 155 mm de type GCT en armement principal et d'une mitrailleuse de 7,62 mm modèle AANF1 en armement secondaire
  - 18 véhicules de type VAB-MORTIER tractant chacun un mortier de 120 mm MO 120 RT
- 26 canons de 20 mm antiaériens de type 53T2 montés sur camionnettes tactiques
- 16 engins blindés du génie montés sur châssis de chars de bataille AMX-30
- 4 ponts automoteurs d'accompagnement à 2 travures de type Gillois
- 12 systèmes de missiles sol-air portatives à très courte portée de type « Mistral »

Les 4e et 6e divisions blindées sont dissoutes et remplacées par une division aéromobile et une division légère blindée. La 9e division d'infanterie de marine s'organise également selon le modèle de la division légère blindée. 
Les 1re, 3e, 5e et 10e divisions blindées sont dissoutes au cours des années 1990.
En 1999, les deux divisions blindées et les deux divisions légères blindées deviennent des brigades :
- 2e brigade blindée
- 6e brigade légère blindée
- 7e brigade blindée
- 9e brigade légère blindée de marine

## États-Unis

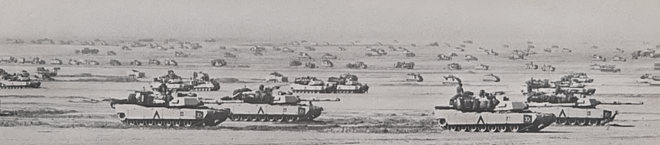
Une brigade de la 3e division blindée des États-Unis sur la ligne de départ de l'offensive terrestre lors de la guerre du Golfe de 1991.

Les premières divisions blindée de l'United States Army, dont l'appellation américaine est Armored Division sont créées en 1940. Ce type d'unité est, en 1945, totalement mécanisée et autonome.
Elle comprend 1 100 véhicules et 10 800 hommes répartis dans 3 bataillons de chars, 3 bataillons d’infanterie blindés et 4 bataillons d’artillerie motorisée.
Chaque bataillon de chars comprend 4 escadrons de 17 blindés soit 68 engins :
- 3 escadrons de tanks moyen M4 Sherman,
- 1 escadron de chars légers M24 Chaffee.

Soit un total de 204 blindés (153 Sherman et 51 Chaffee).
L’organisation diffère quelque peu des autres types de division. Une division blindée est elle-même divisée un 3 « Combat Command » qui constituent une « mini-division blindée » avec 1 bataillon de chars, 1 bataillon d’infanterie blindée et 1 bataillon d’artillerie motorisée.
Les « Combat Command » sont, à l’image de la division blindée, en principe autonomes, mais peuvent, selon les besoins du moment, être intégrés en soutien dans une division d’infanterie.
Liste des divisions blindées américaines, depuis 1995, seule la  1re division blindée est active en 2025 :
| - 1re division blindée - 2e division blindée - 3e division blindée - 4e division blindée - 5e division blindée | - 6e division blindée - 7e division blindée - 8e division blindée - 9e division blindée - 10e division blindée | - 11e division blindée - 12e division blindée - 13e division blindée - 14e division blindée - 16e division blindée | - 20e division blindée - 39e division blindée - 40e division blindée - 48e division blindée - 49e division blindée | - 50e division blindée |

## Grande-Bretagne
Au Royaume-Uni, la division blindée porte le nom d'Armoured Division (écriture britannique de armored avec un "u" supplémentaire). Les divisions blindées britanniques recensées sont :
- Division blindée des Guards
- 1re division blindée
- 7e division blindée
- 10e division blindée
- 11e division blindée
- 79e division blindée

## Japon

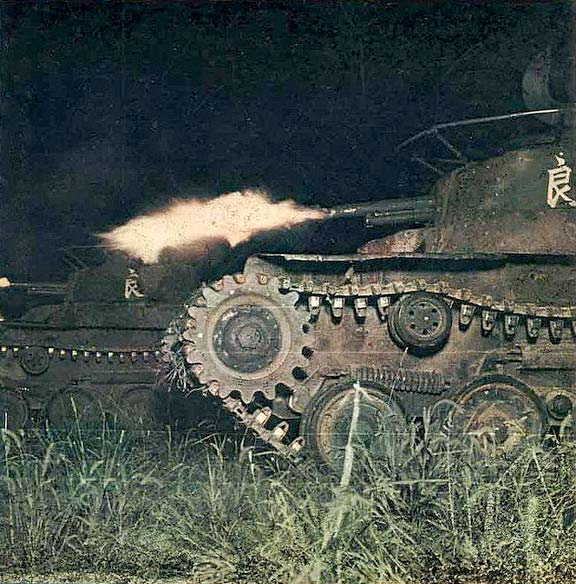
Deux chars Chi-Ha de la 1 division blindée japonaise faisant feu, de nuit, en janvier 1943.

L'armée impériale japonaise fut en retard concernant la guerre blindée par rapport a ses adversaires occidentaux et soviétiques. Elle m'est sur pied trois division blindés en 1942 et une quatrième en 1944 :
- 1re division blindée (armée impériale japonaise)
- 2e division blindée (armée impériale japonaise)
- 3e division blindée (armée impériale japonaise)
- 4e division blindée (armée impériale japonaise)

La 7e division (blindée) formée en 1981 à partir de la 7e division mécanisée et de la 1re brigade blindée est la seule de la Force terrestre d'autodéfense japonaise. 

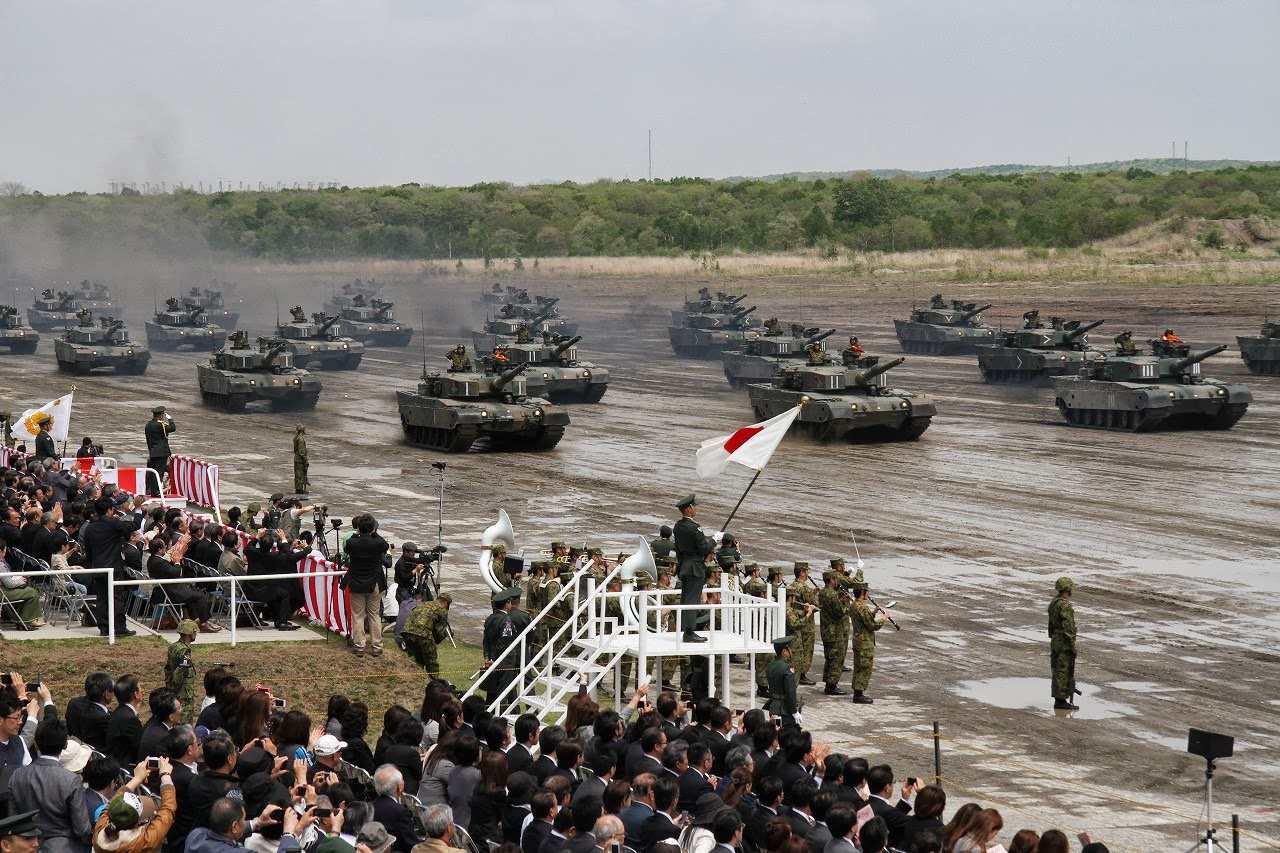
Défilé de Type 90 de la 7e division en 2013.

En 1982, elle comptait plus de 6 500 hommes et 230 chars moyens Type 61 et Type 74 et avait la structure suivante  :
QG au Camp Higashi Chitose, Chitose, Hokkaidō
- Trois régiments de chars
  - QG avec deux chars
  - Quatre compagnies de chars avec 14 chars chacune
- Régiment d'infanterie
  - Six compagnies d'infanterie
  - Compagnie de mortier lourd
- Régiment d'artillerie
  - Quatre batteries d'artillerie automotrices de dix canons automoteurs de 155 mm Type 75 chacune
- Régiment d'artillerie anti-aérienne
  - Quatre batteries anti-aériennes de dix canons automoteurs Oerlikon 35 mm et 40 mm chacune
- Régiment de soutien
  - Compagnies techniques d'artillerie, de ravitaillement, de transport automobile et médicales
- Bataillon de reconnaissance
- Bataillon du génie
- Bataillon des transmissions

La division était également armée de douze canons sans recul M40 de 106 mm, de 48 mortiers de différents calibres, d'environ 340 véhicules blindés de transport de troupes de type 60 et de type 73 et de 1 000 véhicules de différents types.
Dans les années 2010, elle à le même effectif et le même nombre de chars qui sont alors des Type 90 pour deux régiments et des Type 10 pour le troisiéme.

## Autres pays
- 1re division blindée australienne
- 5e division blindée canadienne
- Division blindée finlandaise
- 1re division blindée indienne (en)
- 4e division blindée de la Garde, soviétique puis russe.
- 1re division blindée polonaise

### Sources et bibliographie

#### Articles
- Hugues Wenkin, Panzer-Division Type 45, un Ersatz de division blindée, in Batailles & Blindées no 57, Editions Caraktère, 2013

#### Livres
- Josef Charita & François de Lannoy, Panzertruppe, les troupes blindées allemandes, 1935-1945, Editions Heimdal, 2001